# Bendis griseipennis
Bendis griseipennis là một loài bướm đêm trong họ Noctuidae.